# Festuca vivipara
Espèce
Festuca vivipara, la fétuque vivipare,  est une espèce de plantes monocotylédones de la famille des Poaceae, sous-famille des Pooideae, originaire de l'hémisphère nord.
Une étude britannique de 1986 conclut que cette espèce appartient sans aucun doute au complexe d'espèces Festuca ovina.
C'est une plante herbacée vivace, cespiteuse, aux chaumes pouvant atteindre de 8 à 20 cm de long, à l'inflorescence en panicule, dont les fleurons sont souvent transformés en bulbilles par prolifération végétative.

## Distribution
L'aire de répartition de Festuca vivipara comprend l'Europe septentrionale et orientale, la Sibérie et l'Extrême-Orient russe ainsi que les régions sub-arctiques de l'Amérique du Nord.

## Synonymes
Selon Catalogue of Life (3 octobre 2016) :
- Festuca brachyphylla f. vivipara Skvortsov, nom. nud.
- Festuca ovina f. villosa-vivipara Rosenv.
- Festuca ovina f. vivipara (L.) Rosenv.
- Festuca ovina var. vivipara L.
- Festuca supina subsp. vivipara (L.) K.Richt.
- Festuca tenuifolia var. vivipara (L.) Ducommun
- Festuca villosa-vivipara (Rosenv.) E.B.Alexeev

## Liste des sous-espèces et variétés
Selon Tropicos (3 octobre 2016) (Attention liste brute contenant possiblement des synonymes) :
- sous-espèce Festuca vivipara subsp. glabra Fred.
- sous-espèce Festuca vivipara subsp. hirsuta (Schol.) Fred.
- sous-espèce Festuca vivipara subsp. vivipara
- variété Festuca vivipara var. hirsuta Schol.
- variété Festuca vivipara var. vivipara